# Savonnières
Savonnières är en kommun i departementet Indre-et-Loire i regionen Centre-Val de Loire i de centrala delarna av Frankrike. Kommunen ligger i kantonen Ballan-Miré som tillhör arrondissementet Tours. År 2022 hade Savonnières 3 346 invånare.

## Befolkningsutveckling
Antalet invånare i kommunen Savonnières
Referens:INSEE